# Notre-Dame-de-Monts
Notre-Dame-de-Monts és un municipi francès situat al departament de Vendée i a la regió de País del Loira. L'any 2007 tenia 1.806 habitants.

## Demografia

### Població
El 2007 la població de fet de Notre-Dame-de-Monts era de 1.806 persones. Hi havia 829 famílies de les quals 287 eren unipersonals (106 homes vivint sols i 181 dones vivint soles), 338 parelles sense fills, 165 parelles amb fills i 39 famílies monoparentals amb fills.
La població ha evolucionat segons el següent gràfic:
Habitants censats

### Habitatges
El 2007 hi havia 3.200 habitatges, 845 eren l'habitatge principal de la família, 2.323 eren segones residències i 32 estaven desocupats. 2.531 eren cases i 661 eren apartaments. Dels 845 habitatges principals, 593 estaven ocupats pels seus propietaris, 236 estaven llogats i ocupats pels llogaters i 17 estaven cedits a títol gratuït; 10 tenien una cambra, 93 en tenien dues, 218 en tenien tres, 259 en tenien quatre i 265 en tenien cinc o més. 737 habitatges disposaven pel capbaix d'una plaça de pàrquing. A 428 habitatges hi havia un automòbil i a 307 n'hi havia dos o més.

### Piràmide de població
La piràmide de població per edats i sexe el 2009 era:
| Homes | Edats   | Dones |
| ----- | ------- | ----- |
| 4     | 95 o +  | 4     |
| 4     | 90 a 94 | 40    |
| 8     | 85 a 89 | 40    |
| 40    | 80 a 84 | 20    |
| 20    | 75 a 79 | 68    |
| 36    | 70 a 74 | 60    |
| 80    | 65 a 69 | 48    |
| 40    | 60 a 64 | 88    |
| 36    | 55 a 59 | 32    |
| 48    | 50 a 54 | 32    |
| 56    | 45 a 49 | 60    |
| 56    | 40 a 44 | 60    |
| 40    | 35 a 39 | 32    |
| 32    | 30 a 34 | 36    |
| 52    | 25 a 29 | 36    |
| 44    | 20 a 24 | 32    |
| 16    | 15 a 19 | 88    |
| 24    | 10 a 14 | 20    |
| 32    | 5 a 9   | 20    |
| 32    | 0 a 4   | 40    |

## Economia
El 2007 la població en edat de treballar era de 1.022 persones, 665 eren actives i 357 eren inactives. De les 665 persones actives 591 estaven ocupades (332 homes i 259 dones) i 74 estaven aturades (31 homes i 43 dones). De les 357 persones inactives 195 estaven jubilades, 45 estaven estudiant i 117 estaven classificades com a «altres inactius».

### Ingressos
El 2009 a Notre-Dame-de-Monts hi havia 914 unitats fiscals que integraven 1.862 persones, la mediana anual d'ingressos fiscals per persona era de 16.738 €.

### Activitats econòmiques
Dels 157  establiments que hi havia el 2007, 1 era d'una empresa extractiva, 7 d'empreses alimentàries, 3 d'empreses de fabricació d'altres productes industrials, 25 d'empreses de construcció, 30 d'empreses de comerç i reparació d'automòbils, 1 d'una empresa de transport, 45 d'empreses d'hostatgeria i restauració, 3 d'empreses financeres, 15 d'empreses immobiliàries, 9 d'empreses de serveis, 7 d'entitats de l'administració pública i 11 d'empreses classificades com a «altres activitats de serveis».
Dels 52 establiments de servei als particulars que hi havia el 2009, 1 era una oficina de correu, 2 oficines bancàries, 1 taller de reparació d'automòbils i de material agrícola, 5 paletes, 6 guixaires pintors, 7 fusteries, 2 lampisteries, 3 electricistes, 4 perruqueries, 18 restaurants, 1 agència immobiliària, 1 tintoreria i 1 saló de bellesa.
Dels 23 establiments comercials que hi havia el 2009, 2 eren supermercats, 7 fleques, 2 carnisseries, 2 peixateries, 2 llibreries, 5 botigues de roba, 1 una sabateria, 1 una botiga de material esportiu i 1 una floristeria.
L'any 2000 a Notre-Dame-de-Monts hi havia 17 explotacions agrícoles que ocupaven un total de 594 hectàrees.

## Equipaments sanitaris i escolars
El 2009 hi havia 1 farmàcia i 1 ambulància.
El 2009 hi havia 2 escoles elementals.

## Poblacions més properes
El següent diagrama mostra les poblacions més properes.